# Anchonium elichrysifolium
Anchonium elichrysifolium är en korsblommig växtart som först beskrevs av Dc., och fick sitt nu gällande namn av Pierre Edmond Boissier. Anchonium elichrysifolium ingår i släktet Anchonium och familjen korsblommiga växter.

## Underarter
Arten delas in i följande underarter:
- A. e. canescens
- A. e. cilicicum
- A. e. elichrysifolium
- A. e. glandulosum
- A. e. persicum
- A. e. villosum